# Verticordia galeata
Verticordia galeata är en myrtenväxtart som beskrevs av Alexander Segger George. Verticordia galeata ingår i släktet Verticordia och familjen myrtenväxter. Inga underarter finns listade i Catalogue of Life.

## Bildgalleri

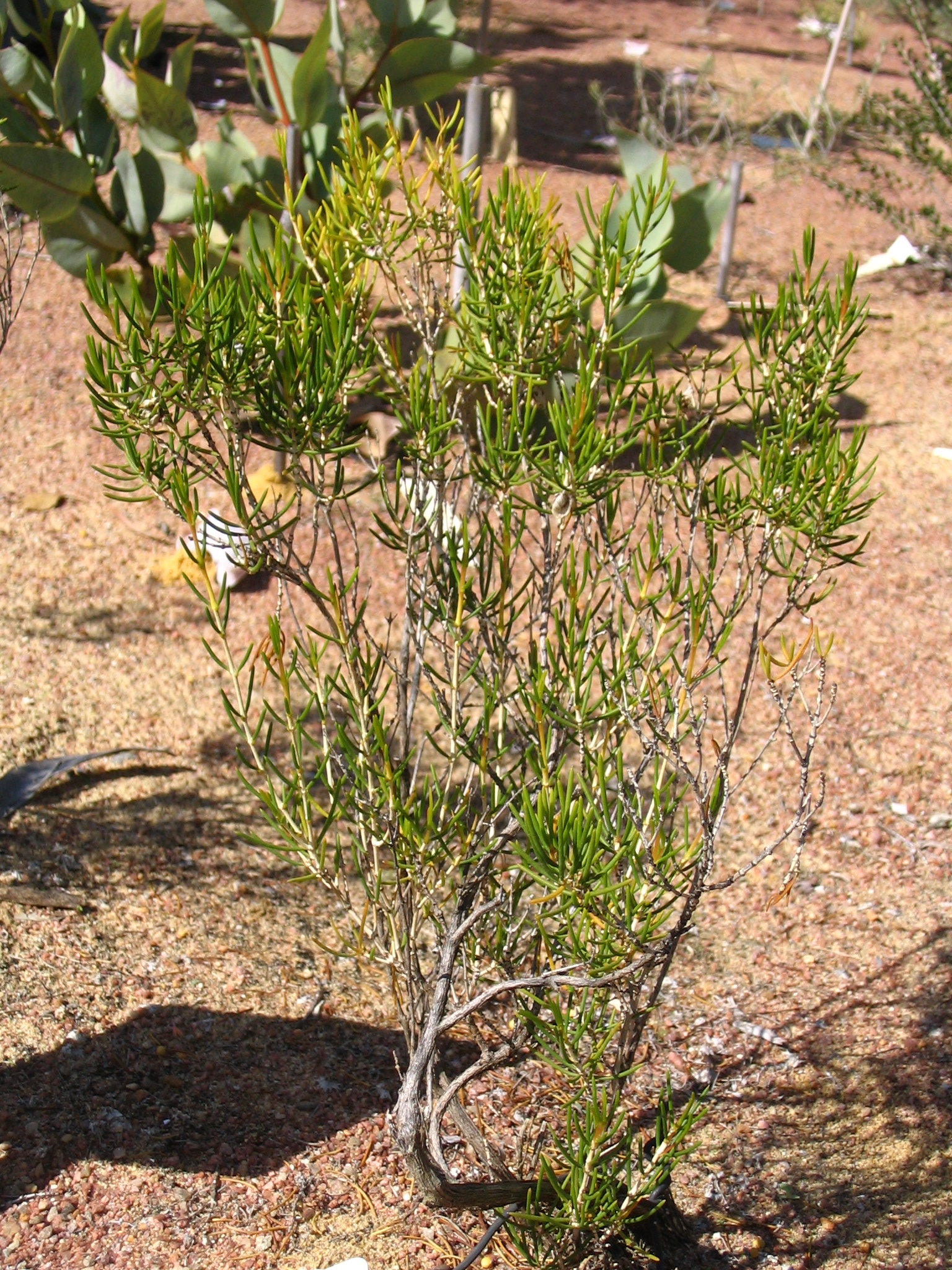